# جورجو لوپز
جورجو لوپز (انگلیسی: Giorgio Lopez؛ زادهٔ ۱۶ فوریهٔ ۱۹۴۷) بازیگر، صداپیشه، دیالوگ‌نویس، کارگردان نمایش و مدیر دوبلاژ اهل ایتالیا است.
او دوبلور رسمی ایتالیایی دنی دویتو و جان کلیز است و از زمان مرگِ فروچو آمندولا در سال ۲۰۰۱ میلادی، به‌جای داستین هافمن هم صحبت می‌کند. وی همچنین از سال ۱۹۹۶ دوبلور رسمی اسکروج مک‌داک شده و جایگزین جی‌جی آنجلیلو گردید.